# 六祖坛经
《六祖壇經》，亦称《壇經》、《六祖大師法寶壇經》、《六祖法寶記》，全称《南宗頓教最上大乘摩訶般若波羅蜜經六祖惠能大師於韶州大梵寺施法壇經》，是佛教禅宗六祖惠能说，弟子法海集录的一部经典。

## 題名
敦煌本題名為：「南宗頓教最上大乘摩訶般若波羅蜜經六祖惠能大師於韶州大梵寺施法壇經」(兼授無相戒)，據內文：「惠能大師於大梵寺講堂中，昇高座」這是說法者和說法地點，「說摩訶般若波羅蜜法，授無相戒」是所說法門的內容。「六祖惠能大師於韶州大梵寺施法壇經」，是其正名，簡稱為「壇經」、「六祖壇經」。壇原為土築的臺子，用以進行某些儀式或宗教活動，這裡指開法傳禪的「壇場」、「法壇」，這是傳法與懺悔、發願、歸依、受戒結合的傳授場所。
「南宗頓教最上大乘」，與末尾的「南宗頓教最上大乘壇經法」相合，一般認為「南宗頓教最上大乘摩訶般若波羅蜜經」是荷澤門下所附加。
《入唐新求聖教目錄》著錄為「曹溪山第六祖惠能大師說見性頓教直了成佛決定無疑法寶記檀經」。圓珍的兩本目錄，著錄為「曹谿山第六祖能大師壇經」和「曹溪能大師檀經」。惠昕本的題名作「六祖壇經」或「韶州曹溪山六祖大師壇經」。契嵩本、宗寶本的題名作「六祖大師法寶壇經」。《新唐書·藝文志》，稱為「六祖法寶記」。

## 內容
《六祖坛经》记载惠能一生得法传法的事迹及启导门徒的言教，内容丰富，文字通俗，是研究禅宗思想渊源的重要依据。最早六祖惠能大師應邀至大梵寺開示摩訶般若波羅蜜法，法海將此事記錄題為《摩訶般若波羅蜜經六祖惠能大師於韶州大梵寺施法一卷》。《六祖坛经》可分三部份，第一部份即是在大梵寺開示「摩訶般若波羅蜜法」。第二部分，回曹溪山後，傳授「無相戒」，故法海於書名補上「兼授無相戒」。這時《壇經》開始外傳。第三部分，是六祖與弟子之間的問答。
现有明清诸藏本、房山石经本及元代僧人宗寶在至元二十八年（1291年）校讎三種《壇經》異本，而成為宗寶本《壇經》，即後來的明藏本，流行七百多年，故又稱流通本。其中心主张是佛性本有、见性成佛，“以定慧为本”，“佛法在世间，不离世间觉”。指出“法即一种，见有迟疾”，“法无顿渐，人有利钝”。佛性本有思想与《涅槃经》“一切众生悉有佛性”之说一脉相承。《坛经》认为“东方人造罪，念佛求生西方；西方人造罪，念佛求生何国？凡愚不了自性，不识身中净土，愿东愿西，悟人在处一般”。又说：“心地但无不善，西方去此不遥；若怀不善之心，念佛往生难到。”“若欲修行，在家亦得，不由在寺。在家能行，如东方人心善；在寺不修，如西方人心恶”。《坛经》同时还论述了什么是功德，说：“见性是功，平等是德。念念无滞，常见本性，真实妙用，名为功德”“内下谦下是功，外行于礼是德”“不离自性是功，应用无染是德”“自修性是功，自修身是德”。又说：“功德需自性内求，不是布施供养之所求也。”

## 爭議
1930年胡適的《神會和尚遺集》附有論文〈荷澤大師神會傳〉，提出《壇經》是「成於神會或神會一派之手」的結論。胡適指出：“《壇經》古本中，無有懷讓行思的事，而單獨提出神會得道，餘者不得”，所以《壇經》是“神會傑作”。
錢穆的〈略述有關六祖壇經之真偽問題〉一文反駁胡適的“六祖壇經乃出神會自由捏造”的意見。胡適的這個觀點為印順法師所駁斥，“錯誤的根源，在（胡適）不知敦煌本‘壇經’成立的過程，而誤認敦煌寫本為『壇經』最古本。”印順法師並於1971年出版《中國禪宗史》。
近年来，中国大多数学者都认为《坛经》的基本内容代表了惠能思想，同时其中可能也有後人增益的成分。楊曾文〈《壇經》敦博本的學術價值探討〉一文中則指：“《壇經》當是惠能的弟子法海編錄，既非神會或神會弟子所作，也沒有可信的證據是別的什麼人所作。”

## 目錄
一、以「門」分章節：
- 上卷
  - 縁起説法門
  - 悟法傳衣門
  - 為時衆説定慧門
  - 教授坐禪門
  - 説傳香懺悔發願門
  - 説一体三身傳相門
- 下卷
  - 説摩訶般若波羅蜜門
  - 問答功徳及西方相状門
  - 諸宗難問門
  - 南北二宗見性門
  - 教示十僧傳法門

二、以「品」分章節：
- 行由品第一
- 般若品第二
- 疑問品第三
- 定慧品第四
- 坐慧品第五
- 懺悔品第六
- 機緣品第七
- 頓漸品第八
- 護法品第九
- 付囑品第十

## 版本
石井修道的「六祖壇經異本系統圖」列《壇經》的14種版本。宇井伯寿在他的《禅宗史研究》一书中则列出了《坛经》近二十种。中国学者杨曾文曾列出《坛经》本子近三十种。郭朋指出：“真正独立的《坛经》本子，仍不外乎敦煌本（法海本）、惠昕本 (宋本)、契嵩本 (曹溪古本)和宗宝本 (流通本)这四种本子；其余的，都不过是这四种本子中的一些不同的翻刻本或传抄本而已。”其中，宗寶本依契嵩本而成，與之類似，德異本更是契嵩本的翻版。
1.《法海原本》，其全稱為《南宗頓教最上大乘摩訶般若波羅蜜經六祖惠能大師於韶州大梵寺施法壇經》小標為「兼受（授）無相戒」，後面注明是由“弘法弟子法海集記”，公認是目前所發現最接近原始壇經的版本。出土的西夏語《壇經》殘葉亦是據敦煌本翻譯，又融入了當地的用詞和理解。(印順法師認為敦煌本可能為「南方宗旨」門人所添改，但仍最接近原本)
- 1916年日本學者矢吹慶輝在英國發現敦煌本《六祖壇經》或敦斯本《六祖壇經》，不分品目，經尾題為“《南宗頓教最上大乘壇經法》一卷”。原編號「斯377」，現編號為「斯5475」（S5475）。是舉世公認的第一個敦煌寫本的《壇經》，編到出版的《大正藏》第48卷內。原本現存於大英博物館。
- 1935年郭煌人任子宜發現敦博本《壇經》寫本。敦博版被列入敦煌五種寫本之一，其他還有北圖有本、北圖岡本、旅圖本。
- 2009年12月，旅順博物館查獲大谷探險隊得自敦煌藏經洞的敦煌《壇經》寫本 (稱為旅圖本或旅博本)，卷尾題記知其抄寫于“後周顯德五年己未年”（958年），上海古籍出版社於2011年出版。

2.《惠昕本》，最早是在日本京都崛川兴圣寺发现的，因此又称《兴圣寺本》，乾德五年（967年）惠昕根據繁本《壇經》刪定而成，共二卷十一门，惠昕親為序說：“古本文繁，披覽之徒，初忻後厭。”北宋政治家晁迥看过16次。惠昕本《壇經》傳至日本後，又有金山天寧寺本及大乘寺本。胡适称其为“是人间第二最古的《坛经》”
3.《契嵩本》，契嵩得《曹溪古本》用以校勘，编为三卷十六門。北宋至和三年（1057年）工部侍郎郎简出资刊印。
- 《曹溪原本》，全称《六祖大师法宝坛经曹溪原本》，即《契嵩本》於至元二十七年（1290年）的再刊本，元僧人德異親為序，故稱《德異本》。明憲宗成化七年（1471）命『廷臣趙玉芝重加編錄，鋟梓以傳』，這就是刻於曹溪的成化刊本

4.《宗寶本》，成書於至元二十八年（1291年），與《德異本》相似，是明朝以後最通行的版本。宗寶本自稱是「得《壇經》之大全」，即集諸本之大成。

## 注疏講述
《六祖壇經》歷來註釋有，《六祖法寶壇經鈔》、天桂傳尊（1648-1735，日本曹洞宗僧）《註法寶壇經海水一滴》、無著道忠（1653-1774，日本臨濟宗僧）《六祖壇經生苕帚》、益淳（肅宗時代朝鮮人）《法寶壇經肯窾》、白坡亘璇（1767-1852，朝鮮臨濟宗僧）《六祖大師法寶壇經要解》等。其次有山田大應的《增注六祖壇經》、大内青巒的《六祖法寶壇經講義》、丁福保的《六祖壇經箋註》（多處沿襲山田大應的注釋）、唐一玄的《六祖壇經註釋》。現代註解本有尚榮的《六祖壇經》（白話佛經叢書）等。
作為一部廣受歡迎的經典，《六祖壇經》也為賈題韜、演培、宣化、淨空、星雲、聖嚴、淨慧、慧律、廣超、繼程、慈誠羅珠、陳琴富、見輝等法師、居士所講述。
敦煌本《六祖壇經》的校訂注釋，有李申及方廣锠的《敦煌壇經合校譯註》、黃連忠的《敦煌三本六祖壇經校釋》、 鄧文寬的《敦煌壇經讀本》等等。

## 評價
有人問阿姜查：是否看過《六祖壇經》？他回答說：
惠能的智慧是很敏銳的，初學者不容易體會得到。不過你若遵照我們這裡的方法耐心修習，練習不執著，終究會瞭解的。
佛使比丘也欣賞禪宗的禪法，親自翻譯了《六祖壇經》。在《菩提樹的心木》一書中，他四次提到了禪宗。他說：
當佛法傳到中國的時候，當時的中國人智慧很高，立刻就接受了它，並產生了黃檗和惠能的教法，對於心、法、佛、道和空的解釋非常簡潔。他們說，法、佛、道和空都是同樣的東西。這句話太中肯了，不必再多說什麼。
聖嚴法師認為惠能的《六祖壇經》整合了所有的佛教思想。他說：
首先我們必須注意《金剛經》所說的「應無所住而生其心」這句話對於《壇經》思想的重要性和惠能之所以能夠成為中國禪宗史上最偉大的禪師的原因。……《壇經》以直心和淨心來解釋智慧，以智慧做為佛性和清淨心的作用，把不動的自性稱為「定」。因此他說「定」和「慧」相當於燈和光的關係，沒有光不叫燈，是燈一定有光，它是不二之法。

## 外部連結
- 釋聖嚴：〈六祖壇經的思想 （页面存档备份，存于） 〉。
- 六祖壇經 選集 （页面存档备份，存于）
- 敦煌新本六祖壇經 （页面存档备份，存于）
- 六祖大師法寶壇經 （页面存档备份，存于） （宗寶本）
- 百年來敦煌寫本六祖壇經的發現與研究之論評 （页面存档备份，存于）